# Ley para el Comercio en Navidad de 2004

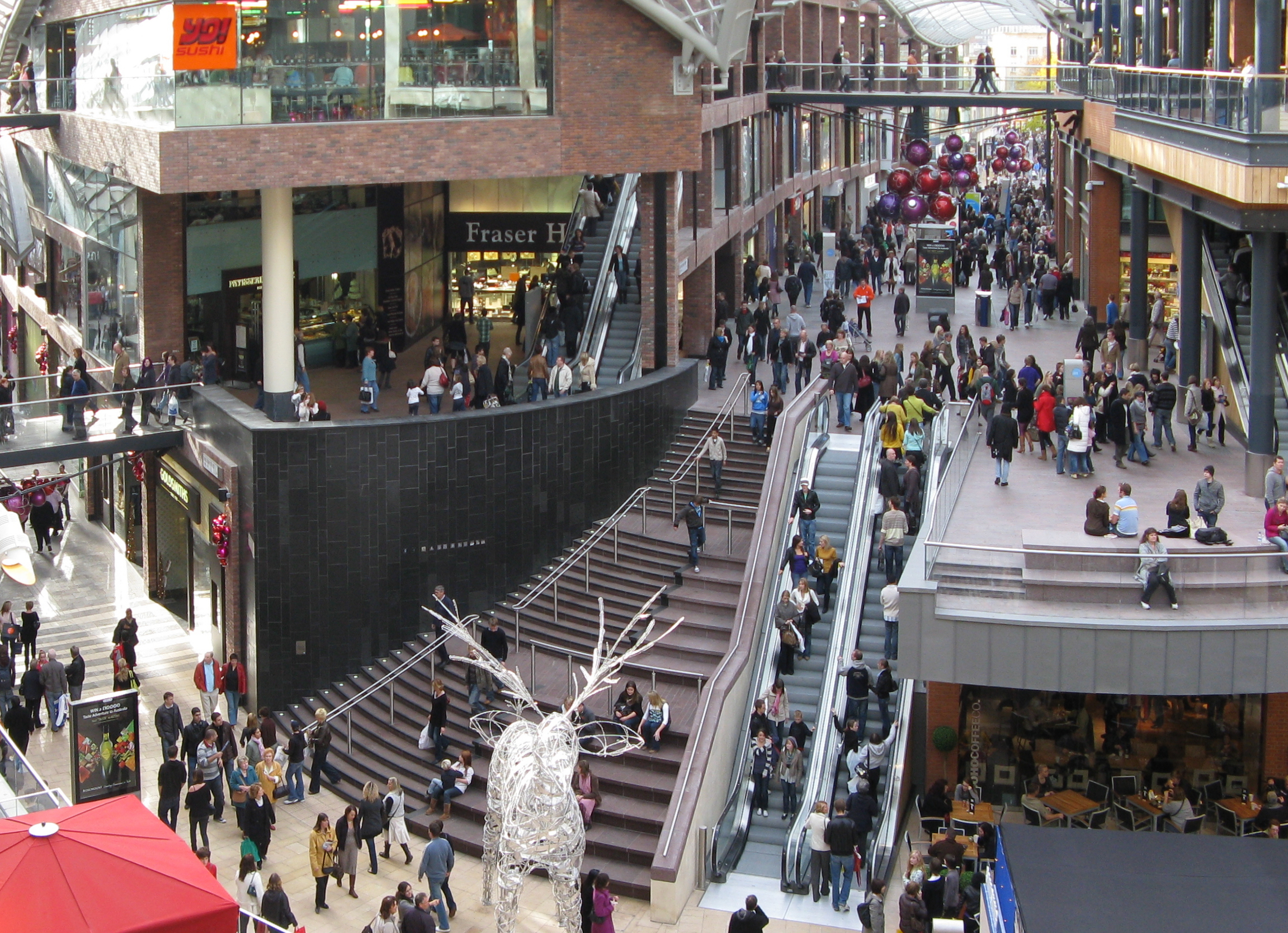
Supermercado en Inglaterra en víspera de Navidad, de acuerdo a la ley no puede abrir el mismo 25 de diciembre.

La Ley para el Comercio en Navidad de 2004 (del inglés:  Christmas Day (Trading) Act 2004) es una ley del Parlamento del Reino Unido. Consiste en evitar que las tiendas de más de 280 m²/3,000 pies cuadrados abran el día de Navidad en las naciones constituyentes de Inglaterra y Gales. Buscando beneficiar a las tiendas más pequeñas que cumplan todos los requisitos para abrir. El proyecto de ley fue presentada en la Cámara de los Comunes el 7 de enero de 2004.
El objetivo de la Ley era mantener el día de Navidad como un día "especial", por el cual todos los minoristas importantes estarían cerrados. Aunque era tradicional que los principales minoristas cerraran el 25 de diciembre, a excepción de algunos como Woolworths, comenzaron a abrir sus tiendas a fines de 1990. Tanto los grupos religiosos como los sindicatos de trabajadores estaban en contra de la idea de trabajar el mismo día de Navidad, lo que llevó a presionar al gobierno para que aprobara leyes que impidieran la práctica. La ley de Trabajo en Domingo de 1994 había establecido previamente restricciones similares para el comercio del día de Navidad siempre y cuando esta última cayera un domingo y también para el día de Pascua. Fue aprobada el 28 de octubre de 2004 y comenzó a aplicarse de forma oficial desde el 9 de diciembre del mismo año, a pocos días de Navidad.
En 2006, el Parlamento escocés debatió una ley similar que se aplicaría a las tiendas de Escocia. La ley se promulgó en 2007 y también contenía disposiciones especiales para las actividades minoristas del día de Año Nuevo.